# 닉 러셰이
닉 러셰이(Nick Lachey, 1973년 11월 9일 ~ )는 미국의 가수 및 배우로, 98 디그리스의 일원이다. 제시카 심슨의 전남편이기도 하다.

## 디스코그래피
- SoulO (2003)
- What's Left of Me (2006)